# Словарь Ушакова
«Толко́вый слова́рь ру́сского языка́» — один из важнейших толковых словарей русского языка, изданный в четырёх томах в 1935—1940 годах под редакцией профессора Д. Н. Ушакова. Содержит более 90 000 словарных статей и рассчитан на широкий круг читателей.

## История
Советское общество 1930-х годов нуждалось в нивелировании, унификации и стандартизации взбудораженной революционными потрясениями языковой стихии. На этом фоне появился государственный заказ на «стабилизацию норм русского литературного языка» путём создания «нормативного пособия, которое помогало бы читателю освоить лексические, грамматические и произносительные нормы». На необходимость чего-то подобного указывал ранее В. И. Ленин: «Краткий (малый „Ларусс“ образец) словарь русского языка (от Пушкина до Горького). Образцового, современного. По новому правописанию».
Работа по созданию четырёхтомного «Толкового словаря русского языка» велась под руководством Д. Н. Ушакова с 1934 по 1940 годы. В его составлении принимали участие такие крупные учёные, как В. В. Виноградов, Г. О. Винокур, Б. А. Ларин, С. И. Ожегов, Б. В. Томашевский. Новый словарь восполнял существенный пробел в описании развития русского языка первой трети XX века. Ко времени начала работы над словарём Д. Н. Ушаков был известен своими трудами по языкознанию, в том числе диалектологии, орфографии, орфоэпии, лексикографии и истории русского языка.
По оценке доктора филологических наук К. С. Горбачевича, «опираясь на богатые традиции русской лексикографии, составители словаря разработали рациональные принципы отбора лексики, приёмы определения слов, ввели разветвлённую систему стилистических помет, позволявших правильно определить уместность применения конкретного слова в различных речевых ситуациях».

## Состав словаря
Главные редакторы: Б. М. Волин, Д. Н. Ушаков; под редакцией Д. Н. Ушакова. Издательство: Государственный институт «Советская энциклопедия» (Москва).
- Том 1: А — Кюрины. — 1935. — 1562 стб.
- Том 2: Л — Ояловеть. — 1938. — 1040 стб.
- Том 3: П — Ряшка. — 1939. — 1424 стб.
- Том 4: С — Ящурный. — 1940. — 1500 стб.

Содержит 85 289 слов (не считая 5053 ссылочных). В 1947—1948 и 1994 годах вышли стереотипные издания (повторные без изменений), в 2000-е годы словарь неоднократно переиздавался в электронном виде, кроме того, в 2000-е годы неоднократно издавались сокращённые переработанные однотомные словари на основе словаря Ушакова.